# Furacão Hector (2006)
O furacão Hector foi o oitavo ciclone tropical nomeado, o quarto furacão da temporada de furacões no Pacífico de 2006. Hector formou-se a oeste de Acapulco, México e alcançou o pico de intensidade com ventos constantes por 1 minuto estimados em 175 km/h, segundo o Centro Nacional de Furacões. Por formar-se longe da costa e seguir para oeste-noroeste, Hector não provocou mortes nem danos.

## História meteorológica

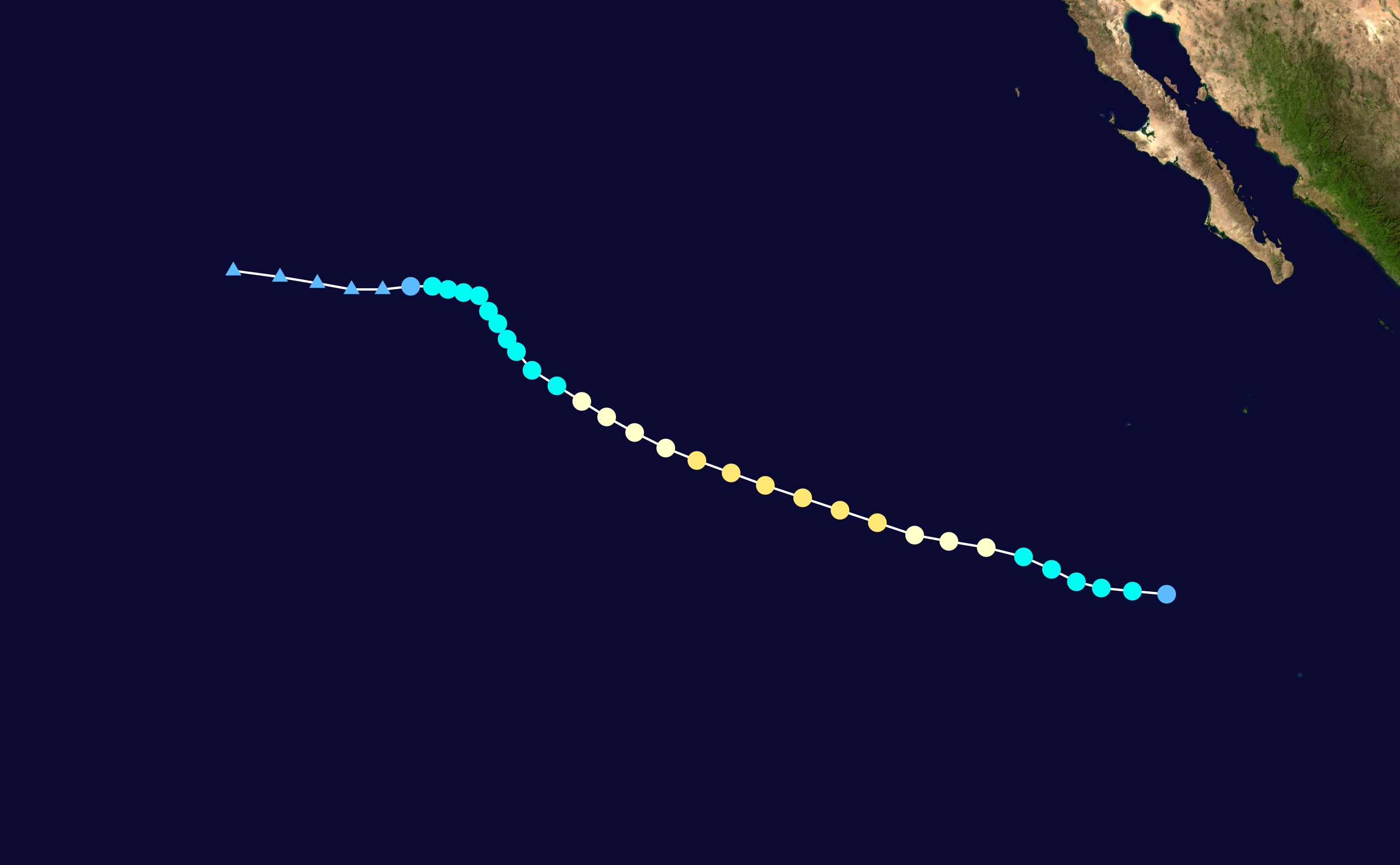
O caminho de Hector

Hector formou-se de uma onda tropical que deixou a costa ocidental da África em 31 de Julho. A onda foi um tanto pouco definida assim que cruzou o Oceano Atlântico, mas ficou mais bem definida assim que adentrou o Mar do Caribe. Em 10 de Agosto, a onda cruzou a América Central e adentrou a bacia do Oceano Pacífico nordeste. A atividade de tempestades e trovoadas aumentou assim que a onda passava ao sul do Golfo de Tehuantepec e uma grande área de baixa pressão formou-se em associação com a onda a 695 km ao sul de Acapulco, México, em 13 de Agosto. O sistema continuou a se organizar e as classificações Dvorak começaram no começo da madrugada de 15 de Agosto. A área de baixa pressão continuou a se organizar e tornou-se uma depressão tropical por volta das 18:00 UTC de 15 de Agosto a cerca de 1.200 km de Cabo San Lucas, México. Movendo-se para oeste-noroeste sob a influência de uma área de alta pressão de médios níveis localizada sobre o México e estendia-se para oeste, sobre o Oceano Pacífico,  a depressão fortaleceu-se rapidamente e tornou-se uma tempestade tropical por volta da meia-noite de 16 de Agosto. Apesar de estar inicialmente numa área com ventos de cisalhamento moderados, Hector continuou a se intensificar continuamente e tornou-se um furacão por volta das 06:00 UTC de 17 de Agosto. Continuando a mover-se para oeste-noroeste, Hector continuou a se intensificar e é estimado que Hector tenha alcançado o pico de intensidade de 175 km/h às 06:00 UTC de 18 de Agosto, enquanto estava localizado a cerca de 1.665 km a sudoeste de Cabo San Lucas.
Hector manteve a intensidade equivalente a um furacão de categoria 2 na escala de furacões de Saffir-Simpson por cerca de 24 horas. Pouco depois, Hector encontrou uma região com águas mais frias e ventos de cisalhamento ocidentais, que provocaram o enfraquecimento de Hector. O furacão enfraqueceu-se numa tempestade tropical por volta do meio-dia de 20 de Agosto. Pouco depois, Hector aproximou-se de uma brecha duma alta subtropical, que resultou na desaceleração do sistema e mudou sua direção de deslocamento para o norte. Em 21 de Agosto, as áreas de convecção profunda associadas a Hector ficaram confinadas na porção nordeste do sistema, devido aos ventos de cisalhamento moderados vindos do sudoeste, provocados por uma área de baixa pressão de altos níveis ao seu noroeste. No entanto, os ventos de cisalhamento não foram capazes de enfraquecer Hector e o sistema manteve a força de tempestade tropical com ventos constantes de 85 km/h por cerca de 24 horas. Em 22 de Agosto, a maior parte da atividade de temporais e trovoadas se dissiparam e Hector começou a seguir para oeste devido ao encontro do sistema com correntes de vento orientais. Hector enfraqueceu-se numa depressão tropical por volta da meia-noite de 23 de Agosto e seis horas depois, degenerou-se numa área de baixa pressão remanescente. A área de baixa pressão remanescente dissipou-se em 24 de Agosto a cerca de 1.385 km a leste do arquipélago do Havaí.

## Preparativos e impactos
Por estar durante todo o seu período de existência em mar aberto, a milhares de quilômetros da costa mais próxima, Hector não provocou nenhum dano ou casualidade. Apenas um navio recebeu o impacto de Hector, que registrou ventos constantes de 65 km/h em 18 de Agosto. Nenhuma estação meteorológica registrou a passagem de Hector.